# Arura
Arura (in greco antico: ἄρουρα?, àrura) è una parola omerica il cui significato originale era "terra arabile", derivato dal verbo "ἀρόω" (aroō), "arare".
In particolare, Omero utilizza questo termine nel monologo di Achille, che descrive in questo modo la sua condizione di disperazione per la morte di Patroclo:
(Omero, Iliade, XVIII, 104, traduzione di Vincenzo Monti)
La parola originariamente era usata anche per "suolo", "terra" e "patria" e al plurale per indicare "campi" o "campi di frumento".
La parola "arura" era usata anche per descrivere una misura di superficie dell'antico Egitto, un quadrato il cui lato misura 100 cubiti egizi, equivalente a 2700 m² oppure a 2/3 di acro. La parola è attestata per la prima volta in lingua micenea a-ro-u-ra, scritta in lineare B, col significato originale di "aratro".